# Reprezentacja Francji w koszykówce kobiet
Reprezentacja Francji w koszykówce kobiet - drużyna, która reprezentuje Francję w koszykówce kobiet. Za jej funkcjonowanie odpowiedzialny jest Francuski Związek Koszykówki.

## Londyn 2012
Podczas IO 2012 w Londynie 2. miejsce.

### Zawodniczki
Isabelle Yacoubou
Endene Miyem
Clemence Beikes
Sandrine Gruda
Edwige Lawson-Wade
Celine Dumerc
Florence Lepron
Emilie Gomis
Marion Laborde
Elodie Godin
Emmeline Ndongue
Jennifer Digbeu